# Sorvasalo
Sorvasalo är en ö i Finland. Den ligger i sjön Keitele och i kommunen Äänekoski i den ekonomiska regionen  Äänekoski ekonomiska region  och landskapet Mellersta Finland, i den centrala delen av landet, 300 km norr om huvudstaden Helsingfors. Öns area är 1,26 kvadratkilometer och dess största längd är 2,8 kilometer i nord-sydlig riktning.